# Nancy Marchand
Nancy Marchand (Buffalo (New York), 19 juni 1928 - Stratford (Connecticut), 18 juni 2000) was een Amerikaans actrice.
Marchand had een lange carrière op Broadway theatre, andere theaters en ook op film en televisie. Eind jaren zeventig zat ze als Margaret Pynchon in de cast van de dramareeks Lou Grant en won daar vier Emmy Awards mee voor beste vrouwelijke bijrol.
Eind jaren tachtig speelde ze de burgemeester van Los Angeles in de allereerste Naked Gun-film.
Haar laatste grote rol was die van Livia Soprano, matriarch en moeder van Tony Soprano in de succesreeks The Sopranos. Voor deze rol werd ze genomineerd voor de Emmy's.
Marchand was een kettingroker en stierf aan emfyseem en longkanker, één dag voor haar 72ste verjaardag. Haar echtgenoot, acteur Paul Sparer, overleed in 1999 aan kanker, ze hadden drie kinderen.